# Ekseption
Ekseption – holenderski zespół grający progresywnego rocka. Został założony w 1967 przez kompozytora, aranżera i pianistę Ricka van der Lindena. Wcześniej działał pod nazwami Incrowd, oraz The Jokers. Zespół zasłynął przede wszystkim oryginalnymi transkrypcjami muzyki poważnej różnych epok. Byli to między innymi: Johann Sebastian Bach, Wolfgang Amadeus Mozart, Ludwig van Beethoven, Piotr Czajkowski.

## Skład zespołu
Skład zespołu wielokrotnie ulegał zmianie:
- Hans Alta (1958-68) – gitara basowa
- Rein van den Broek (1958-78) – trąbka, skrzydłówka
- Tim Griek (1958-68) – perkusja
- Huib van Kampen (1958-69) – gitara, saksofon
- Rob Kruisman (1967-69) – śpiew, saksofon, gitara, flet
- Rick van der Linden (1967-74) – keyboard
- Cor Dekker (1968) – gitara basowa
- Dick Remelink (1970-73) – saksofon
- Peter de Leeuwe (1968-73) – perkusja
- Ab Tamboer – perkusja
- Dennis Witbraat (1970) – perkusja
- Eddie Conard – perkusja
- Frans Muys van de Moer – gitara basowa
- Hans Hollestelle (1974) – gitara, skrzypce
- Hans Jansen (1974) – keyboard
- Jan Vennik (1973) – saksofon
- Johan Slager – gitara
- Koen Merkelbach (1970) – śpiew
- Max Werner – perkusja, marimba
- Michel van Dijk (1969-70) – śpiew
- Pieter Voogt (1973) – perkusja